# 静岡県道230号住吉金谷線
静岡県道230号住吉金谷線（しずおかけんどう230ごう すみよしかなやせん）は、静岡県榛原郡吉田町から同県島田市金谷河原までを結ぶ路線である。

## 概要

### 路線データ
- 陸上距離：18.3 km
- 起点：静岡県榛原郡吉田町住吉（静岡県道31号焼津榛原線交点）
- 終点：静岡県島田市金谷河原（国道473号交点）

## 通過自治体
- 静岡県
  - 榛原郡吉田町 - 島田市

## 重複区間
- 静岡県道34号島田吉田線（約3km）

## 接続路線
- 静岡県道229号吉田港線
- 静岡県道31号焼津榛原線
- 国道150号
- 静岡県道381号島田岡部線
- 静岡県道228号新金谷停車場線
- 国道473号

## 沿線の施設他
- 吉田町立自彊小学校
- 東名高速道路吉田IC
- 島田市立初倉南小学校
- 島田市立初倉中学校
- 島田市立初倉小学校
- JR東海道新幹線
- 静岡空港
- JR東海道本線
- 大井川鐵道新金谷駅